# João Paulo Andrade
João Paulo Andrade (ur. 6 czerwca 1981 w Leirii) – portugalski piłkarz występujący na pozycji obrońcy.

## Kariera klubowa
Andrade zawodową karierę rozpoczął w klubie União Leiria. Jednak przed debiutem w jego barwach, w 2000 roku został wypożyczony do União de Tomar. W 2001 roku powrócił do Leirii. W portugalskiej ekstraklasie pierwszy mecz zaliczył 11 sierpnia 2001 przeciwko SC Braga (0:0). 27 października 2002 w zremisowanym 2:2 spotkaniu z FC Porto. W styczniu 2003 roku został wypożyczony do Sportingu CP, a latem 2003 powrócił do Leirii. Spędził tam jeszcze 3 sezony.
Latem 2006 roku przeszedł do FC Porto, również grającego w ekstraklasie. Zadebiutował tam 2 grudnia 2006 w wygranym 2:0 ligowym pojedynku z Boavistą. W 2007 oraz 2008 zdobył z klubem mistrzostwo Portugalii. Sezon 2008/2009 spędził na wypożyczeniu w rumuńskim Rapidzie Bukareszt.
W 2009 roku podpisał kontrakt z francuskim zespołem Le Mans UC 72. W Ligue 1 zadebiutował 27 września 2009 w wygranym 3:0 spotkaniu z RC Lens.
Następnie grał w Vitória SC i Omonii Nikozja. W 2014 przeszedł do Apollonu Limassol. W sezonie 2015/2016 grał w AEL Limassol.
| Sezon   | Klub                   | Kraj       | Rozgrywki     | Mecze | Bramki | Rozgrywki Europy   | Mecze | Bramki |
| ------- | ---------------------- | ---------- | ------------- | ----- | ------ | ------------------ | ----- | ------ |
| 2001/02 | União Leiria           | Portugalia | Liga Sagres   | 17    | 0      | -                  | -     | -      |
| 2002/03 | União Leiria           | Portugalia | Liga Sagres   | 19    | 3      | -                  | -     | -      |
| 2002/03 | Sporting CP (wyp.)     | Portugalia | Liga Sagres   | 6     | 0      | -                  | -     | -      |
| 2003/04 | União Leiria           | Portugalia | Liga Sagres   | 32    | 4      | Liga Europy UEFA   | 4     | 0      |
| 2004/05 | União Leiria           | Portugalia | Liga Sagres   | 32    | 5      | -                  | -     | -      |
| 2005/06 | União Leiria           | Portugalia | Liga Sagres   | 31    | 4      | -                  | -     | -      |
| 2006/07 | FC Porto               | Portugalia | Liga Sagres   | 3     | 0      | -                  | -     | -      |
| 2007/08 | FC Porto               | Portugalia | Liga Sagres   | 8     | 1      | Liga Mistrzów UEFA | 2     | 0      |
| 2008/09 | Rapid Bukareszt (wyp.) | Rumunia    | Liga I        | 29    | 4      | Liga Europy UEFA   | 1     | 0      |
| 2009/10 | Le Mans UC 72          | Francja    | Ligue 1       | 23    | 0      | -                  | -     | -      |
| 2010/11 | Vitória SC             | Portugalia | Liga Sagres   | 22    | 1      | -                  | -     | -      |
| 2011/12 | Vitória SC             | Portugalia | Liga Sagres   | 23    | 0      | Liga Europy UEFA   | 1     | 0      |
| 2012/13 | Omonia Nikozja         | Cypr       | Protathlima A | 22    | 2      | Liga Europy UEFA   | 0     | 0      |
| 2013/14 | Omonia Nikozja         | Cypr       | Protathlima A | 21    | 4      | Liga Europy UEFA   | 2     | 1      |
| 2014/15 | Apollon Limassol       | Cypr       | Protathlima A | 19    | 3      | Liga Europy UEFA   | 6     | 0      |
| 2015/16 | AEL Limassol           | Cypr       | Protathlima A | 28    | 1      | -                  | -     | -      |

Stan na: koniec sezonu 2015/2016

## Kariera reprezentacyjna
W latach 2001–2004 Andrade rozegrał 12 spotkań i zdobył jedną bramkę w reprezentacji Portugalii U-21. W 2004 roku był uczestnikiem Mistrzostw Europy U-21 oraz Letnich Igrzysk Olimpijskich.